# Évires
Évires era una comuna francesa situada en el departamento de Alta Saboya, de la región de Auvernia-Ródano-Alpes, que el uno de enero de 2017 pasó a ser una comuna delegada de la comuna nueva de Fillières al fusionarse con las comunas de Aviernoz, Les Ollières, Saint-Martin-Bellevue y Thorens-Glières,

## Demografía
| Gráfica de evolución demográfica de Évires entre 1800 y 2014 |
|                                                              |

Los datos demográficos contemplados en este gráfico de la comuna de Évires se han cogido de 1800 a 1999 de la página francesa EHESS/Cassini, y los demás datos de la página del INSEE.